# Mészöly Kálmán
Mészöly Kálmán (Budapest, 1941. július 16. – Budapest, 2022. november 21.) 61-szeres válogatott magyar labdarúgó, edző, a magyar labdarúgó-válogatott volt szövetségi kapitánya. (Beceneve: Szőke Szikla) Az egyetlen magyar, aki játékosként és szövetségi kapitányként is világbajnokságon szerepelt. 2011. augusztus 20-án A Magyar Köztársasági Érdemrend tisztikeresztje kitüntetést vehette át, ugyanebben az évben megkapta a Pro Urbe-díjat is.
Fiai Mészöly Géza válogatott labdarúgó, edző és ifj. Mészöly Kálmán vendéglátóipari szakember.

## Pályafutása

### A Vasasban
11 évesen a III. Kerületi TTVE csapatában kezdte a labdarúgást. 1959-ben igazolta le a Vasas. A klubhoz egész játékos pályafutása alatt hű maradt. (Esztergályosként néhány évet a Vasast támogató Magyar Optikai Művekben ténylegesen dolgozott. ) Angyalföldön hamar meghatározó tagja lett a csapatnak, ahol négy bajnoki cím mellett, három KK győzelmet ért el. 1972-ben hagyta abba az aktív labdarúgást.

### A válogatottban
1961 és 1971 között 61 alkalommal szerepelt a válogatottban és 6 gólt szerzett, ebből négyet tizenegyesből. Két világbajnokságon vett részt. Az 1962-es chilei világbajnokságon ötödik helyezést, az 1966-os angliai világbajnokságon hatodik helyezést ért el a csapattal. 1966-ban tagja volt a csoportmérkőzések során a kétszeres világbajnok Brazíliát 3-1-re legyőző csapatnak. A harmadik gólt ő szerezte tizenegyesből, majd vállsérülése után felkötött karral is folytatta a játékot.

### Edzőként
1976-ig két másodosztályú csapat, a Ganz–MÁVAG és a Budafoki MTE vezetőedzője volt. 1976-ban szerezte meg a labdarúgó-szakedzői diplomáját és ekkor szerződtette az élvonalbeli Békéscsaba vezetőedzőnek. Két idény után már anyaegyesülete, a Vasas vezetőedzője lett, ahol 1979-80-as idényben harmadik lett a csapattal a bajnokságban.
1980 és 1983 között a válogatott szövetségi kapitánya volt 31 mérkőzésen át. 1981-ben csoport elsőként sikerült kijutnia a csapattal a spanyolországi világbajnokságra, ahol a csoportból nem sikerült a továbbjutás és 14. lett a válogatottal. 1983-ban lemondott posztjáról.

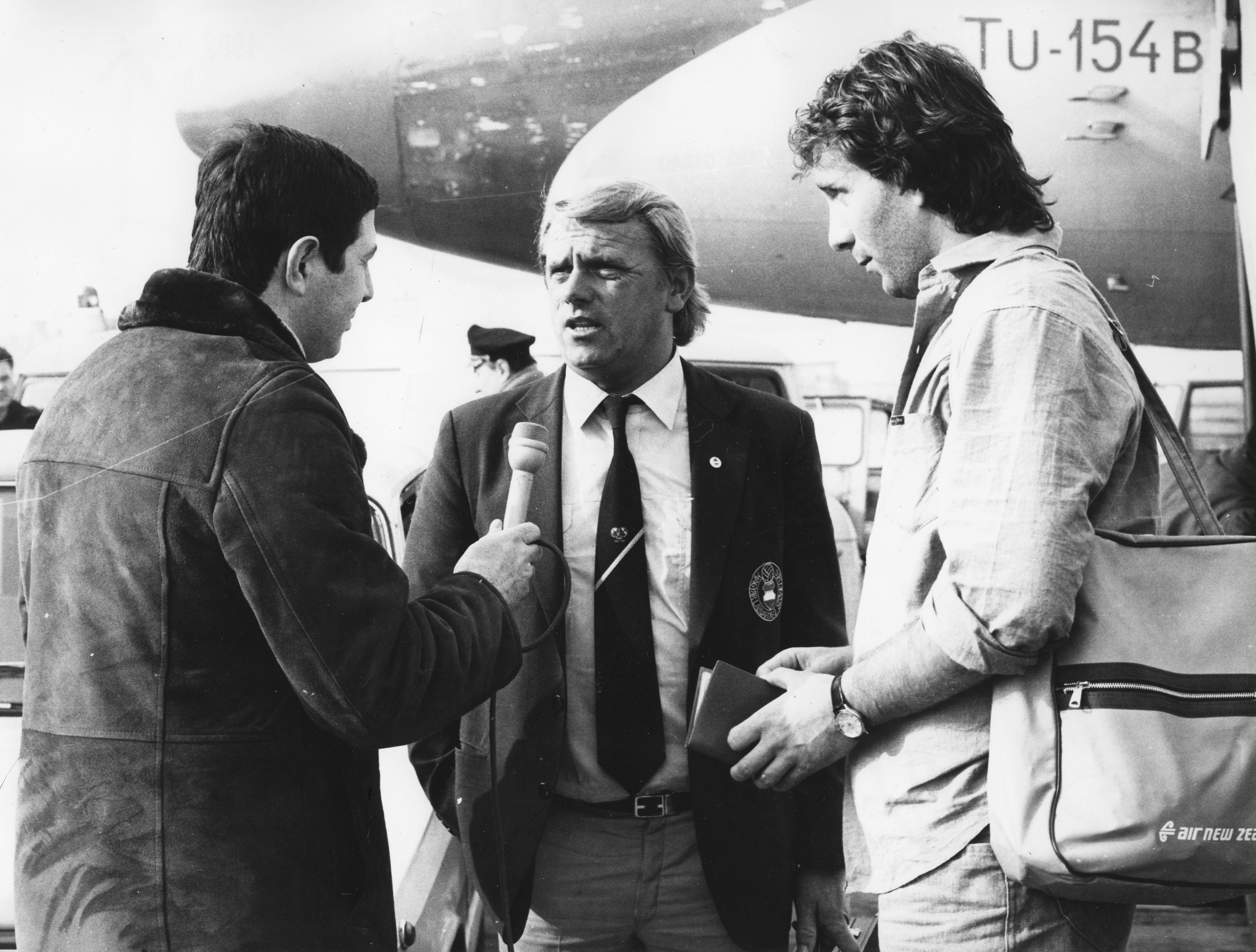
Mészöly Kálmán labdarúgó szövetségi kapitány és Nyilasi Tibor nyilatkozik 1982-ben a TV Híradónak

Egy idényre visszatért a Vasashoz, majd Törökországban vállalt munkát. Először a török válogatott szövetségi kapitánya lett, majd a Fenerbahçe SK illetve az Altay Izmir vezetőedzője volt.
1988-ban a Zalaegerszegi TE szaktanácsadója volt. Az az év májusában lejátszott Győri ETO–ZTE 1-3-ra végződött bajnoki találkozó után fél évre eltiltották a labdarúgástól bundagyanú miatt. Ezután egy idényen át ismét a Vasas vezetőedzője volt. 1990 és 1991 között második alkalommal lett a magyar válogatott szövetségi kapitánya. 18 mérkőzésen át vezette a nemzeti csapatot, de a svédországi Európa-bajnokságra nem sikerült kijutnia a csapattal és ismét távozott.
Ezt követően Szaúd-Arábiában az ál-Áttihád (1991–92) csapatnál edzősködött, majd 1992–93-ban a Vasas labdarúgó-szakosztályának igazgatója volt, rá egy évre a vezetőedzője lett. 1994-ben harmadik alkalommal is elvállalta a szövetségi kapitányi posztot. Az angliai labdarúgó Európa-bajnokságra nem sikerült a kijutás. Ez alkalommal 12 mérkőzésen irányította a csapatot. Összesen 61 alkalommal ült a magyar válogatott kispadján, mint szövetségi kapitány. Ezt követően Cipruson az AEL Limassol (1997–98) gárdájának edzője.

### Szaktanácsadóként
Kisteleki István és Gyárfás Tamás felkérésére szerepet vállalt a 2012-es Eb megrendezéséért folytatott kampányban, amit azonban Magyarország 0 ponttal elvesztett Lengyelország–Ukrajna és Olaszország előtt. 2007 nyarán egy tv-műsorban tett rasszista kijelentése után távozni kényszerült az Magyar Labdarúgó-szövetségből. A Magyar Hivatásos Labdarúgó Liga társadalmi elnöke, majd szakmai igazgatója, az MLSZ elnöki tanácsadója. 2011 nyarán a Vasas labdarúgócsapatának klubtanácsadója lett.
2004 óta a Sport Tv szakkommentátora volt.

### Utolsó évei és halála
Az utolsó éveiben az egészségi állapota megromlott, emiatt többször is kórházi kezelésre szorult. 2022 novemberében tüdőgyulladással, keringési elégtelenséggel és fertőzéssel szállították a Szent János Kórház belgyógyászati osztályára, ahol elkapta a koronavírus-fertőzést, ezért átmenetileg áthelyezték a COVID-osztályra. Miután felépült a koronavírusból, visszahelyezték a belgyógyászati osztályra, a fertőzés azonban megviselte a szervezetét és végül 2022. november 21-én szívelégtelenségben hunyt el. A Vasas és a Magyar Labdarúgó-szövetség saját halottjának tekinti. 
2022. december 12-én helyezték végső nyugalomra a Farkasréti temetőben.

### Emlékezete
2023. július 11-én bejelentették, hogy visszavonultatják a 3-as mezszámot a Vasasnál, amit ő viselt.

## Sikerei, díjai
- A Magyar Köztársasági Érdemrend tisztikeresztje (2011)
- Pro Urbe Budapestért díj (2011)
- Csik Ferenc-díj (2016)[16]
- MLSZ Életműdíj (2018)[17]
- Budapest díszpolgára (2018)[18]

### Játékosként
- Világbajnokság
  - 5.: 1962, Chile
  - 6.: 1966, Anglia
- Európa-bajnokság
  - 3.: 1964, Spanyolország
  - negyeddöntő: 1968
- Magyar bajnokság
  - bajnok: 1960-61, 1961–62, 1965, 1966
  - 2.: 1970-71
  - 3.: 1959-60, 1968
- Közép-európai kupa (KK)
  - győztes: 1962, 1965, 1970
  - 2.: 1963

### Edzőként
- Magyar bajnokság
  - 3.: 1979-80
- Mesteredző (1982)

## Statisztika

### Mérkőzései a válogatottban
| Magyarország | Magyarország         | Magyarország                          | Magyarország  | Magyarország | Magyarország  | Magyarország   | Magyarország | Magyarország   |
| #            | Dátum                | Helyszín                              | Hazai         | Eredmény     | Vendég        | Kiírás         | Gólok        | Esemény        |
| ------------ | -------------------- | ------------------------------------- | ------------- | ------------ | ------------- | -------------- | ------------ | -------------- |
| 1.           | 1961. december 13.   | Santiago, Estadio Nacional            | Chile         | 0 – 0        | Magyarország  | barátságos     | -            |                |
| 2.           | 1961. december 23.   | Montevideo, Estadio Centenario        | Uruguay       | 1 – 1        | Magyarország  | barátságos     | -            |                |
| 3.           | 1962. április 18.    | Budapest, Népstadion                  | Magyarország  | 1 – 1        | Uruguay       | barátságos     | -            |                |
| 4.           | 1962. április 29.    | Budapest, Népstadion                  | Magyarország  | 2 – 1        | Törökország   | barátságos     | -            |                |
| 5.           | 1962. május 31.      | Rancagua, Estadio El Teniente (CHI)   | Magyarország  | 2 – 1        | Anglia        | vb-csoportkör  | -            |                |
| 6.           | 1962. június 3.      | Rancagua, Estadio El Teniente (CHI)   | Magyarország  | 6 – 1        | Bulgária      | vb-csoportkör  | -            |                |
| 7.           | 1962. június 6.      | Rancagua, Estadio El Teniente (CHI)   | Magyarország  | 0 – 0        | Argentína     | vb-csoportkör  | -            |                |
| 8.           | 1962. június 10.     | Rancagua, Estadio El Teniente (CHI)   | Magyarország  | 0 – 1        | Csehszlovákia | vb-negyeddöntő | -            |                |
| 9.           | 1962. június 24.     | Bécs, Práter-stadion                  | Ausztria      | 1 – 2        | Magyarország  | barátságos     | -            |                |
| 10.          | 1962. szeptember 2.  | Poznań, Warta-stadion                 | Lengyelország | 0 – 2        | Magyarország  | barátságos     | -            |                |
| 11.          | 1962. október 14.    | Budapest, Népstadion                  | Magyarország  | 0 – 1        | Jugoszlávia   | barátságos     | -            |                |
| 12.          | 1962. október 28.    | Budapest, Népstadion                  | Magyarország  | 2 – 0        | Ausztria      | barátságos     | -            |                |
| 13.          | 1962. november 7.    | Budapest, Népstadion                  | Magyarország  | 3 – 1        | Wales         | NEK-selejtező  | -            |                |
| 14.          | 1962. november 11.   | Párizs, Colombes Stadion              | Franciaország | 2 – 3        | Magyarország  | barátságos     | -            |                |
| 15.          | 1963. március 20.    | Cardiff, Ninian Park                  | Wales         | 1 – 1        | Magyarország  | NEK-selejtező  | -            |                |
| 16.          | 1963. május 5.       | Stockholm, Råsunda Stadion            | Svédország    | 2 – 1        | Magyarország  | barátságos     | -            |                |
| 17.          | 1963. május 19.      | Budapest, Népstadion                  | Magyarország  | 6 – 0        | Dánia         | barátságos     | -            |                |
| 18.          | 1963. június 2.      | Prága, Strahov Stadion                | Csehszlovákia | 2 – 2        | Magyarország  | barátságos     | -            |                |
| 19.          | 1963. szeptember 21. | Moszkva, Lenin-stadion                | Szovjetunió   | 1 – 1        | Magyarország  | barátságos     | -            |                |
| 20.          | 1963. október 6.     | Belgrád, JNA-stadion                  | Jugoszlávia   | 2 – 0        | Magyarország  | barátságos     | -            |                |
| 21.          | 1963. október 19.    | Kelet-Berlin, Walter Ulbricht Stadion | NDK           | 1 – 2        | Magyarország  | NEK-selejtező  | -            |                |
| 22.          | 1963. október 27.    | Budapest, Népstadion                  | Magyarország  | 2 – 1        | Ausztria      | barátságos     | -            |                |
| 23.          | 1963. november 3.    | Budapest, Népstadion                  | Magyarország  | 3 – 3        | NDK           | NEK-selejtező  | -            |                |
| 24.          | 1964. április 25.    | Párizs, Colombes Stadion              | Franciaország | 1 – 3        | Magyarország  | NEK-selejtező  | -            |                |
| 25.          | 1964. május 3.       | Bécs, Práter-stadion                  | Ausztria      | 1 – 0        | Magyarország  | barátságos     | -            |                |
| 26.          | 1964. május 23.      | Budapest, Népstadion                  | Magyarország  | 2 – 1        | Franciaország | NEK-selejtező  | -            |                |
| 27.          | 1964. június 17.     | Madrid, Santiago Bernabéu stadion     | Spanyolország | 2 – 1        | Magyarország  | NEK-elődöntő   | -            |                |
| 28.          | 1964. június 20.     | Barcelona, Camp Nou (ESP)             | Magyarország  | 3 – 1        | Dánia         | NEK 3. helyért | -            |                |
| 29.          | 1964. október 4.     | Bern, Wankdorf-stadion                | Svájc         | 0 – 2        | Magyarország  | barátságos     | -            |                |
| 30.          | 1964. október 11.    | Budapest, Népstadion                  | Magyarország  | 2 – 2        | Csehszlovákia | barátságos     | -            |                |
| 31.          | 1964. október 25.    | Budapest, Népstadion                  | Magyarország  | 2 – 1        | Jugoszlávia   | barátságos     | -            |                |
| 32.          | 1965. május 5.       | London, Wembley Stadion               | Anglia        | 1 – 0        | Magyarország  | barátságos     | -            |                |
| 33.          | 1965. május 23.      | Lipcse, Zentralstadion                | NDK           | 1 – 1        | Magyarország  | vb-selejtező   | -            |                |
| 34.          | 1965. szeptember 5.  | Budapest, Népstadion                  | Magyarország  | 3 – 0        | Ausztria      | vb-selejtező   | 1            | 70' (11-esből) |
| 35.          | 1966. május 3.       | Chorzów, Stadion Śląski               | Lengyelország | 1 – 1        | Magyarország  | barátságos     | -            |                |
| 36.          | 1966. május 8.       | Zágráb, Maksimir Stadion              | Jugoszlávia   | 2 – 0        | Magyarország  | barátságos     | -            |                |
| 37.          | 1966. június 5.      | Budapest, Népstadion                  | Magyarország  | 3 – 1        | Svájc         | barátságos     | -            |                |
| 38.          | 1966. július 13.     | Manchester, Old Trafford (ENG)        | Portugália    | 3 – 1        | Magyarország  | vb-csoportkör  | -            |                |
| 39.          | 1966. július 15.     | Liverpool, Goodison Park (ENG)        | Magyarország  | 3 – 1        | Brazília      | vb-csoportkör  | 1            | 75' (11-esből) |
| 40.          | 1966. július 20.     | Manchester, Old Trafford (ENG)        | Magyarország  | 3 – 1        | Bulgária      | vb-csoportkör  | 1            | 44'            |
| 41.          | 1966. július 23.     | Sunderland, Roker Park (ENG)          | Szovjetunió   | 2 – 1        | Magyarország  | vb-negyeddöntő | -            |                |
| 42.          | 1966. szeptember 7.  | Rotterdam, Feijenoord Stadion         | Hollandia     | 2 – 2        | Magyarország  | Eb-selejtező   | 1            | 89'            |
| 43.          | 1966. szeptember 21. | Budapest, Népstadion                  | Magyarország  | 6 – 0        | Dánia         | barátságos     | 1            | 10' (11-esből) |
| 44.          | 1966. szeptember 28. | Budapest, Népstadion                  | Magyarország  | 4 – 2        | Franciaország | barátságos     | -            |                |
| 45.          | 1966. október 30.    | Budapest, Népstadion                  | Magyarország  | 3 – 1        | Ausztria      | barátságos     | -            | 63'            |
| 46.          | 1967. április 23.    | Budapest, Népstadion                  | Magyarország  | 1 – 0        | Jugoszlávia   | barátságos     | -            |                |
| 47.          | 1967. május 10.      | Budapest, Népstadion                  | Magyarország  | 2 – 1        | Hollandia     | Eb-selejtező   | 1            | 7' (11-esből)  |
| 48.          | 1967. május 24.      | Koppenhága, Idrætspark                | Dánia         | 0 – 2        | Magyarország  | Eb-selejtező   | -            |                |
| 49.          | 1968. május 4.       | Budapest, Népstadion                  | Magyarország  | 2 – 0        | Szovjetunió   | Eb-selejtező   | -            |                |
| 50.          | 1968. május 11.      | Moszkva, Lenin-stadion                | Szovjetunió   | 3 – 0        | Magyarország  | Eb-selejtező   | -            |                |
| 51.          | 1969. május 25.      | Budapest, Népstadion                  | Magyarország  | 2 – 0        | Csehszlovákia | vb-selejtező   | -            |                |
| 52.          | 1969. június 8.      | Dublin, Lansdowne Road                | Írország      | 1 – 2        | Magyarország  | vb-selejtező   | -            |                |
| 53.          | 1969. június 15.     | Koppenhága, Idrætspark                | Dánia         | 3 – 2        | Magyarország  | vb-selejtező   | -            |                |
| 54.          | 1969. szeptember 14. | Prága, Stadion Letná                  | Csehszlovákia | 3 – 3        | Magyarország  | vb-selejtező   | -            | 55'            |
| 55.          | 1969. szeptember 24. | Stockholm, Råsunda Stadion            | Svédország    | 2 – 0        | Magyarország  | barátságos     | -            |                |
| 56.          | 1969. december 3.    | Marseille, Stade Vélodrome (FRA)      | Csehszlovákia | 4 – 1        | Magyarország  | vb-selejtező   | -            |                |
| 57.          | 1970. szeptember 9.  | Nürnberg, Frankenstadion              | NSZK          | 3 – 1        | Magyarország  | barátságos     | -            | 59'            |
| 58.          | 1970. szeptember 27. | Budapest, Népstadion                  | Magyarország  | 1 – 1        | Ausztria      | barátságos     | -            | 46'            |
| 59.          | 1970. október 7.     | Oslo, Ullevaal Stadion                | Norvégia      | 1 – 3        | Magyarország  | Eb-selejtező   | -            |                |
| 60.          | 1970. november 15.   | Bázel, St. Jakob stadion              | Svájc         | 0 – 1        | Magyarország  | barátságos     | -            |                |
| 61.          | 1971. április 4.     | Bécs, Práter-stadion                  | Ausztria      | 0 – 2        | Magyarország  | barátságos     | -            | 14'            |
|              | Összesen             |                                       |               | 61           | mérkőzés      |                | 6            | gól            |

### Mérkőzései szövetségi kapitányként
Első időszak
| Magyarország | Magyarország         | Magyarország                            | Magyarország  | Magyarország | Magyarország  | Magyarország  | Magyarország | Magyarország |
| #            | Dátum                | Helyszín                                | Hazai         | Eredmény     | Vendég        | Kiírás        | Gólok        | Esemény      |
| ------------ | -------------------- | --------------------------------------- | ------------- | ------------ | ------------- | ------------- | ------------ | ------------ |
| 1.           | 1980. május 31.      | Budapest, Népstadion                    | Magyarország  | 3 – 1        | Skócia        | barátságos    | -            |              |
| 2.           | 1980. június 4.      | Budapest, Népstadion                    | Magyarország  | 1 – 1        | Ausztria      | barátságos    | -            |              |
| 3.           | 1980. augusztus 20.  | Budapest, Népstadion                    | Magyarország  | 2 – 0        | Svédország    | barátságos    | -            |              |
| 4.           | 1980. augusztus 27.  | Budapest, Népstadion                    | Magyarország  | 1 – 4        | Szovjetunió   | barátságos    | -            |              |
| 5.           | 1980. szeptember 24. | Budapest, Népstadion                    | Magyarország  | 2 – 2        | Spanyolország | barátságos    | -            |              |
| 6.           | 1980. október 8.     | Bécs, Práter stadion                    | Ausztria      | 3 – 1        | Magyarország  | barátságos    | -            |              |
| 7.           | 1980. november 19.   | Halle, Kurt-Wabbel-Stadion              | NDK           | 2 – 0        | Magyarország  | barátságos    | -            |              |
| 8.           | 1981. április 15.    | Valencia, Luis Casanova-stadion         | Spanyolország | 0 – 3        | Magyarország  | barátságos    | -            |              |
| 9.           | 1981. április 28.    | Luzern, Allmend-stadion                 | Svájc         | 2 – 2        | Magyarország  | vb-selejtező  | -            |              |
| 10.          | 1981. május 13.      | Budapest, Népstadion                    | Magyarország  | 1 – 0        | Románia       | vb-selejtező  | -            |              |
| 11.          | 1981. május 20.      | Oslo, Ullevaal Stadion                  | Norvégia      | 1 – 2        | Magyarország  | vb-selejtező  | -            |              |
| 12.          | 1981. június 6.      | Budapest, Népstadion                    | Magyarország  | 1 – 3        | Anglia        | vb-selejtező  | -            |              |
| 13.          | 1981. szeptember 23. | Bukarest, Augusztus 23. Stadion         | Románia       | 0 – 0        | Magyarország  | vb-selejtező  | -            |              |
| 14.          | 1981. október 14.    | Budapest, Népstadion                    | Magyarország  | 3 – 0        | Svájc         | vb-selejtező  | -            |              |
| 15.          | 1981. október 31.    | Budapest, Népstadion                    | Magyarország  | 4 – 1        | Norvégia      | vb-selejtező  | -            |              |
| 16.          | 1981. november 18.   | London, Wembley Stadion                 | Anglia        | 1 – 0        | Magyarország  | vb-selejtező  | -            |              |
| 17.          | 1982. február 11.    | Auckland, Smart-stadion                 | Új-Zéland     | 1 – 2        | Magyarország  | barátságos    | -            |              |
| 18.          | 1982. február 14.    | Christchurch, II. Erzsébet Stadion      | Új-Zéland     | 1 – 2        | Magyarország  | barátságos    | -            |              |
| 19.          | 1982. március 24.    | Budapest, Népstadion                    | Magyarország  | 2 – 3        | Ausztria      | barátságos    | -            |              |
| 20.          | 1982. április 18.    | Budapest, Népstadion                    | Magyarország  | 1 – 2        | Peru          | barátságos    | -            |              |
| 21.          | 1982. június 15.     | Elche, Nueva Estadio (ESP)              | Magyarország  | 10 – 1       | Salvador      | vb-csoportkör | -            |              |
| 22.          | 1982. június 18.     | Alicante, Estadio José Rico Pérez (ESP) | Argentína     | 4 – 1        | Magyarország  | vb-csoportkör | -            |              |
| 23.          | 1982. június 22.     | Elche, Nueva Estadio (ESP)              | Belgium       | 1 – 1        | Magyarország  | vb-csoportkör | -            |              |
| 24.          | 1982. szeptember 22. | Győr, Rába ETO Stadion                  | Magyarország  | 5 – 0        | Törökország   | barátságos    | -            |              |
| 25.          | 1982. október 6.     | Párizs, Parc des Princes                | Franciaország | 1 – 0        | Magyarország  | barátságos    | -            |              |
| 26.          | 1983. március 27.    | Luxembourg                              | Luxemburg     | 2 – 6        | Magyarország  | Eb-selejtező  | -            |              |
| 27.          | 1983. április 13.    | Coimbra, Municipal-stadion              | Portugália    | 0 – 0        | Magyarország  | barátságos    | -            |              |
| 28.          | 1983. április 17.    | Budapest, Népstadion                    | Magyarország  | 6 – 2        | Luxemburg     | Eb-selejtező  | -            |              |
| 29.          | 1983. április 27.    | London, Wembley Stadion                 | Anglia        | 2 – 0        | Magyarország  | Eb-selejtező  | -            |              |
| 30.          | 1983. május 15.      | Budapest, Népstadion                    | Magyarország  | 2 – 3        | Görögország   | Eb-selejtező  | -            |              |
| 31.          | 1983. június 1.      | Koppenhága, Idraets Park                | Dánia         | 3 – 1        | Magyarország  | Eb-selejtező  | -            |              |
|              | Összesen             |                                         |               | -            | mérkőzés      |               | -            | gól          |

Második időszak
| Magyarország | Magyarország         | Magyarország                      | Magyarország  | Magyarország | Magyarország            | Magyarország | Magyarország | Magyarország |
| #            | Dátum                | Helyszín                          | Hazai         | Eredmény     | Vendég                  | Kiírás       | Gólok        | Esemény      |
| ------------ | -------------------- | --------------------------------- | ------------- | ------------ | ----------------------- | ------------ | ------------ | ------------ |
| 32.          | 1990. március 20.    | Budapest, Üllői úti Stadion       | Magyarország  | 2 – 0        | Egyesült Államok        | barátságos   | -            |              |
| 33.          | 1990. március 28.    | Budapest, Népstadion              | Magyarország  | 1 – 3        | Franciaország           | barátságos   | -            |              |
| 34.          | 1990. április 11.    | Salzburg, Lehen Stadion           | Ausztria      | 3 – 0        | Magyarország            | barátságos   | -            |              |
| 35.          | 1990. május 28.      | Nîmes, Costiéres Stadion (FRA)    | Magyarország  | 3 – 0        | Egyesült Arab Emírségek | barátságos   | -            |              |
| 36.          | 1990. június 2.      | Budapest, Fáy utcai Stadion       | Magyarország  | 3 – 1        | Kolumbia                | barátságos   | -            |              |
| 37.          | 1990. szeptember 5.  | Budapest, Megyeri úti Stadion     | Magyarország  | 4 – 1        | Törökország             | barátságos   | -            |              |
| 38.          | 1990. szeptember 12. | London, Wembley Stadion           | Anglia        | 1 – 0        | Magyarország            | barátságos   | -            |              |
| 39.          | 1990. október 10.    | Bergen, Brann Stadion             | Norvégia      | 0 – 0        | Magyarország            | Eb-selejtező | -            |              |
| 40.          | 1990. október 17.    | Budapest, Népstadion              | Magyarország  | 1 – 1        | Olaszország             | Eb-selejtező | -            |              |
| 41.          | 1990. október 31.    | Budapest, Hungária körúti Stadion | Magyarország  | 4 – 2        | Ciprus                  | Eb-selejtező | -            |              |
| 42.          | 1991. január 17.     | Chandrasekharah, Nair Stadion     | India         | 1 – 2        | Magyarország            | Nehru-kupa   | -            |              |
| 43.          | 1991. február 19.    | Rosario, Central Stadion          | Argentína     | 2 – 0        | Magyarország            | barátságos   | -            |              |
| 44.          | 1991. március 27.    | Santander, Sardinero Stadion      | Spanyolország | 2 – 4        | Magyarország            | barátságos   | -            |              |
| 45.          | 1991. április 3.     | Limassol                          | Ciprus        | 0 – 2        | Magyarország            | Eb-selejtező | -            |              |
| 46.          | 1991. április 17.    | Budapest, Népstadion              | Magyarország  | 0 – 1        | Szovjetunió             | Eb-selejtező | -            |              |
| 47.          | 1991. május 1.       | Salerno, Arechi Stadion           | Olaszország   | 3 – 1        | Magyarország            | Eb-selejtező | -            |              |
| 48.          | 1991. szeptember 11. | Győr, Rába ETO Stadion            | Magyarország  | 1 – 2        | Írország                | barátságos   | -            |              |
| 49.          | 1991. szeptember 25. | Moszkva, Luzsnyiki Stadion        | Szovjetunió   | 2 – 2        | Magyarország            | Eb-selejtező | -            |              |
|              | Összesen             |                                   |               | -            | mérkőzés                |              | -            | gól          |

Harmadik időszak
| Magyarország | Magyarország        | Magyarország                | Magyarország | Magyarország | Magyarország | Magyarország | Magyarország | Magyarország |
| #            | Dátum               | Helyszín                    | Hazai        | Eredmény     | Vendég       | Kiírás       | Gólok        | Esemény      |
| ------------ | ------------------- | --------------------------- | ------------ | ------------ | ------------ | ------------ | ------------ | ------------ |
| 50.          | 1994. szeptember 7. | Budapest, Népstadion        | Magyarország | 2 – 2        | Törökország  | Eb-selejtező | -            |              |
| 51.          | 1994. október 12.   | Budapest, Népstadion        | Magyarország | 0 – 0        | Németország  | barátságos   | -            |              |
| 52.          | 1994. november 16.  | Stockholm, Råsunda Stadion  | Svédország   | 2 – 0        | Magyarország | Eb-selejtező | -            |              |
| 53.          | 1994. december 14.  | Mexikóváros, Azték-stadion  | Mexikó       | 5 – 1        | Magyarország | barátságos   | -            |              |
| 54.          | 1995. március 8.    | Budapest, Fáy utcai Stadion | Magyarország | 3 – 1        | Lettország   | barátságos   | -            |              |
| 55.          | 1995. március 29.   | Budapest, Népstadion        | Magyarország | 2 – 2        | Svájc        | Eb-selejtező | -            |              |
| 56.          | 1995. április 26.   | Budapest, Népstadion        | Magyarország | 1 – 0        | Svédország   | Eb-selejtező | -            |              |
| 57.          | 1995. június 11.    | Reykjavík                   | Izland       | 2 – 1        | Magyarország | Eb-selejtező | -            |              |
| 58.          | 1995. augusztus 16. | Siófok                      | Magyarország | 0 – 2        | Izrael       | barátságos   | -            |              |
| 59.          | 1995. szeptember 6. | Isztambul                   | Törökország  | 2 – 0        | Magyarország | Eb-selejtező | -            |              |
| 60.          | 1995. október 11.   | Zürich                      | Svájc        | 3 – 0        | Magyarország | Eb-selejtező | -            |              |
| 61.          | 1995. november 11.  | Budapest, Fáy utcai Stadion | Magyarország | 1 – 0        | Izland       | Eb-selejtező | -            |              |
|              | Összesen            |                             |              | -            | mérkőzés     |              | -            | gól          |